# 48171 Juza
48171 Juza este un asteroid din centura principală de asteroizi.

## Descriere
48171 Juza este un asteroid din centura principală de asteroizi. A fost descoperit pe 23 aprilie 2001 la Observatorul din Ondřejov de Petr Pravec și Peter Kušnirák. Asteroidul prezintă o orbită caracterizată de o semiaxă mare de 2,40 ua, o excentricitate de 0,05 și o înclinație de 1,9° în raport cu ecliptica.